# Пестовка (Кировская область)
Пестовка — упразднённая в 2012 году деревня в Шабалинском районе Кировской области России. Входила на год упразднения в состав Гостовского сельского поселения.

## География
Деревня находилась в западной части региона, в пределах Волжско-Ветлужской равнины, в подзоне южной тайги, на расстоянии приблизительно 21 километра (по прямой) к северо-западу от Ленинского, административного центра района. 
Абсолютная высота — 150 метров над уровнем моря.

## Климат
Климат характеризуется как континентальный, с продолжительной холодной снежной зимой и умеренно тёплым коротким летом. Среднегодовая температура — 1,6 °C. Средняя температура воздуха самого холодного месяца (января) составляет −13,8 °C; самого тёплого месяца (июля) — 17,5 °C . Безморозный период длится 89 дней. Годовое количество атмосферных осадков — 721 мм, из которых 454 мм выпадает в тёплый период.

## История
Снята с учёта Законом Кировской области от 28.06. 2012 № 178-ЗО

## Население
| 2010 |
| ---- |
| 0    |

## Транспорт
Просёлочная дорога от урочища Полдневка.